# Krzysztof Lijewski

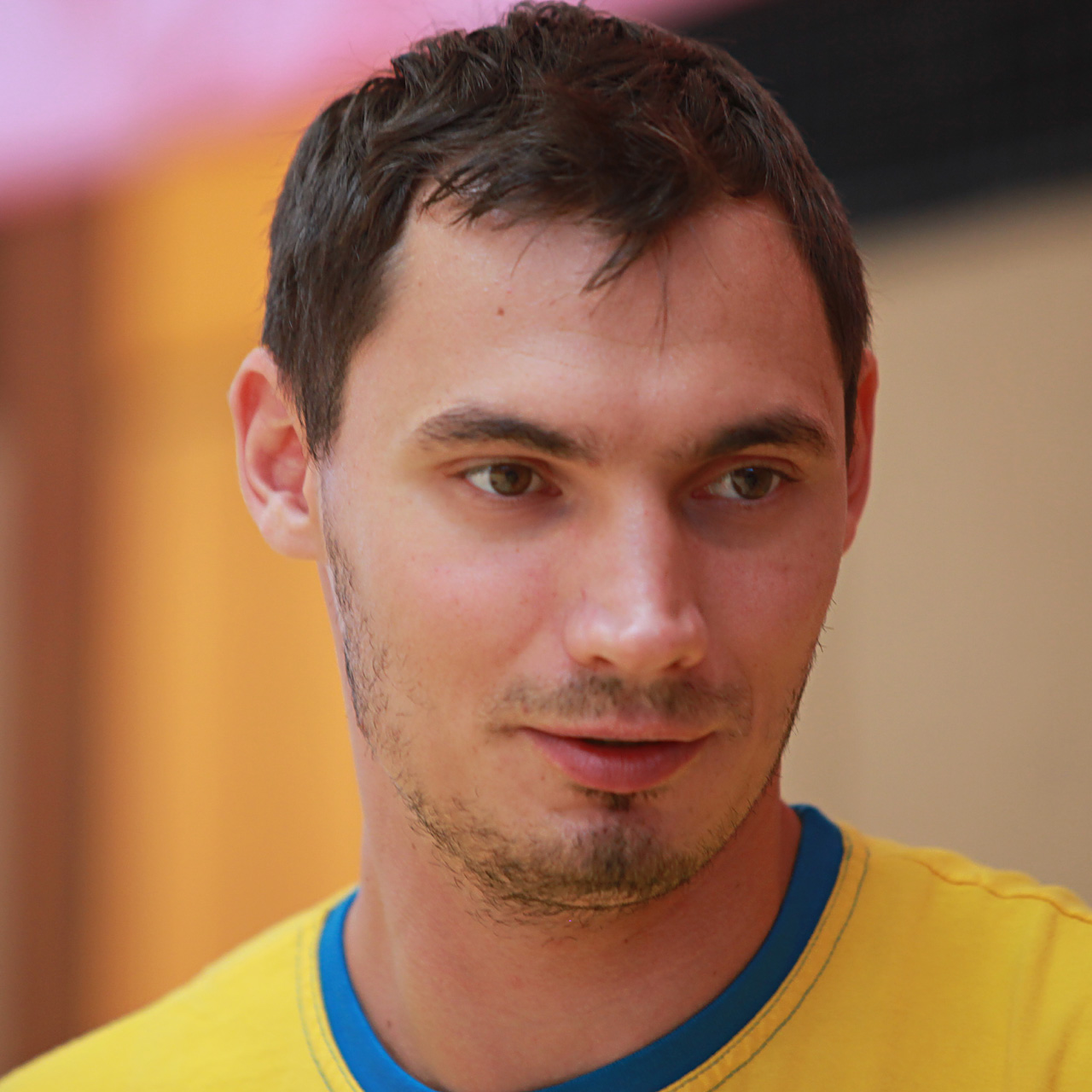
Krzysztof Lijewski med KS Kielce, 2013.

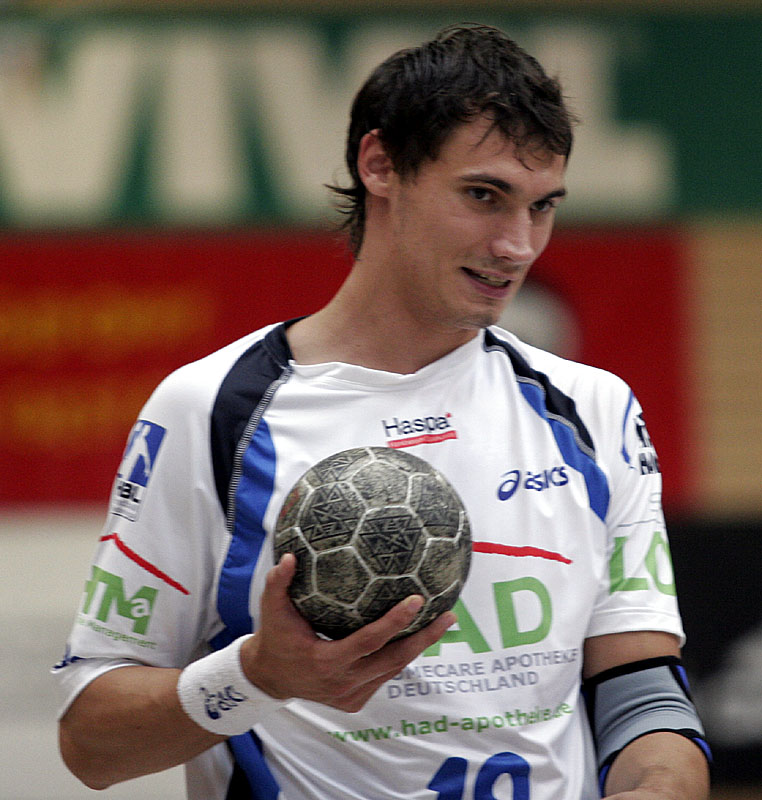
Krzysztof Lijewski med HSV Hamburg, 2007.

Krzysztof Lijewski, född 7 juli 1983 i Ostrów Wielkopolski, är en polsk handbollstränare och tidigare handbollsspelare (högernia). Han har spelat 182 landskamper och gjort 435 mål för Polens landslag, med VM-silver 2007 och All star-team vid EM 2014 som största meriter. Han är yngre bror till tidigare handbollsspelaren Marcin Lijewski.

## Klubbar
Som spelare
- WSK Śląsk Wrocław
- KPR Ostrowia (–2005)
- HSV Hamburg (2005–2011)
- Rhein-Neckar Löwen (2011–2012)
- KS Kielce (2012–2021)

Som tränare
- Vive Kielce (assisterande) (2020–)

## Meriter

### Klubblagsmeriter
- Champions League-mästare 2016 med KS Kielce
- Tysk mästare 2011 med HSV Hamburg
- Polsk mästare: 2013, 2014, 2015, 2016, 2017, 2018, 2019 och 2020 med KS Kielce
- Tysk cupmästare 2006 och 2010 med HSV Hamburg

### Landslagsmeriter
- VM-silver 2007 i Tyskland
- VM-brons 2009 i Kroatien